# Saint-Laurent-du-Tencement
Saint-Laurent-du-Tencement – miejscowość i gmina we Francji, w regionie Normandia, w departamencie Eure.
Według danych na rok 1990 gminę zamieszkiwały 34 osoby, a gęstość zaludnienia wynosiła 12 osób/km² (wśród 1421 gmin Górnej Normandii Saint-Laurent-du-Tencement plasuje się na 839. miejscu pod względem liczby ludności, natomiast pod względem powierzchni na miejscu 851.).